# Josephus Nicolaus Laurenti
Pour les articles homonymes, voir Laurenti.
Josephus Nicolaus Laurenti (4 décembre 1735, Vienne - 17 février 1805, Vienne), parfois incorrectement nommé Laurent, est un médecin, un zoologiste et un naturaliste autrichien.

## Biographie
Nous connaissons peu de détails sur la vie de Laurenti. Il obtient un doctorat de médecine à Vienne en 1768 avec une thèse consacrée à la fonction venimeuse chez les reptiles et les amphibiens (Specimen Medicum, Exhibens Synopsin [sic] Reptilium Emendatam cum Experimentis circa Venena).
On a longtemps affirmé que le véritable auteur de cette thèse était J.J. Winterl parce que ce nom apparaît sur la dernière page, mais il paraît aujourd’hui acquis que Winterl, chimiste, a bien collaboré aux expériences de Laurenti et que la thèse revient bien à ce dernier.
Ce travail a une grande importance en herpétologie. Carl von Linné, dans l’édition de 1758 de son Systema Naturae ne définissait que neuf genres de reptiles et d’amphibiens, Laurenti en définit trente-cinq. Certains sont devenus très familiers, comme les genres : Bufo, Hyla, Salamandra, Gekko, Chamaeleo, Iguana, Crocodylus, Natrix, Vipera, Naja et Constrictor.
C’est lui qui définit le premier la classe des reptilia.
Par ailleurs, il contribue à mieux faire comprendre le mode d’action du venin de ces animaux et à faire progresser les connaissances dans les antidotes.